# Obermarxgrün
Obermarxgrün ist ein Ortsteil der Gemeinde Tirpersdorf im sächsischen Vogtlandkreis. Er wurde am 1. Juli 1973 in die Gemeinde Droßdorf eingemeindet, mit der der Ort am 1. Januar 1994 zur Gemeinde Tirpersdorf kam. Untermarxgrün gehört zur Stadt Oelsnitz/Vogtl.

## Geografie

### Lage und Verkehr
Der Ortsteil Obermarxgrün liegt im Westen der Gemeinde Tirpersdorf. Der Ort befindet sich im Zentrum des Vogtlandkreises und im sächsischen Teil des historischen Vogtlands. Geografisch liegt Obermarxgrün im Osten des Naturraums Vogtland (Oberes Vogtland). Die nahe dem Ort entspringenden Bäche entwässern über den Friesenbach in die Weiße Elster.
Nordwestlich von Obermarxgrün verläuft Bundesautobahn 72, südöstlich die Staatsstraße 312 und der stillgelegte Abschnitt Falkenstein (Vogtl)–Oelsnitz der Bahnstrecke Herlasgrün–Oelsnitz.
Der Ort ist mit der vertakteten RufBus-Linie 57 des Verkehrsverbunds Vogtland an Oelsnitz, Theuma und Kottengrün angebunden.

### Nachbarorte
| Oberlosa      |                                             | Schloditz    |
|               | Kompassrose, die auf Nachbargemeinden zeigt |              |
| Untermarxgrün | Voigtsberg                                  | Altmannsgrün |

## Geschichte
Das Platzdorf Obermarxgrün wurde im Jahr 1328 als „obern Marquartsgrune“ erwähnt. Bezüglich der Grundherrschaft gehörte der Ort um 1542 anteilig dem Deutschen Orden zu Plauen, der Kirche zu Oelsnitz und dem Rittergut Schloditz. Um 1606 gehörte ein weiterer Teil dem Rat zu Oelsnitz. Die Grundherrschaft über Obermarxgrün lag um 1764 anteilign bei den Rittergütern Schloditz und Obermarxgrün und als Amtsdorf direkt beim Amt Voigtsberg.
Das Rittergut Obermarxgrün entstand aus einem 1445 erwähnten Rittersitz, aus dem zwei im Jahr 1606 urkundlich nachweisbare Rittergüter hervorgegangen sind. Im Jahr 1748 ist ein Rittergut, im Jahr 1875 ein Kanzleilehngut hervorgegangen. Dieses war im Jahr 1901 im Besitz von Moritz Petzold, im Jahr 1910 von Carl Fischer, 1914 von Hermann Arthur Marks, 1920 der Familien Sippe und Marks, 1925 der Familie Golle und ab 1941 bis zur Enteignung vier Jahre später Christoph Zeidler.
Bis 1856 gehörte Obermarxgrün zum kursächsischen bzw. königlich-sächsischen Amt Voigtsberg. 1856 wurde der Ort dem Gerichtsamt Oelsnitz und 1875 der Amtshauptmannschaft Oelsnitz angegliedert. Kirchlich ist Obermarxgrün seit jeher nach Theuma gepfarrt.
Durch die zweite Kreisreform in der DDR kam die Gemeinde Obermarxgrün im Jahr 1952 zum Kreis Oelsnitz im Bezirk Chemnitz (1953 in Bezirk Karl-Marx-Stadt umbenannt). Am 1. Juli 1973 wurde Obermarxgrün gemeinsam mit Schloditz und Altmanns nach Droßdorf eingemeindet. Obermarxgrün kam als Teil der Gemeinde Droßdorf im Jahr 1990 zum sächsischen Landkreis Oelsnitz, der 1996 im Vogtlandkreis aufging. Am 1. Januar 1994 erfolgte die Eingemeindung der Gemeinde Droßdorf mit ihren Ortsteilen nach Tirpersdorf.